# Bronte Halligan
Pour les articles homonymes, voir Halligan.
Bronte Halligan est une joueuse australienne de water-polo née le 12 août 1996 à Sydney, en Nouvelle-Galles du Sud. Elle a remporté avec l'équipe d'Australie la médaille d'argent du tournoi féminin aux Jeux olympiques d'été de 2024, organisés à Paris.